# 湖南智享汽车
湖南智享汽车管理有限公司前身为广汽三菱汽车有限公司，是一家总部位于中国长沙市的汽车销售公司，由广汽集团完全持股。

## 历史
2009年，广汽集团重组了与三菱汽车有合作关系的湖南长丰汽车，并将其更名为广汽长丰。一年后，广汽集团和三菱汽车在长沙签署合资备忘录，双方将以广汽长丰为基础，设立三菱汽车和广汽集团各出资50%的合资企业。2012年2月，广汽集团换股吸收合并广汽长丰获证监会核准。
2012年9月25日，继承了广汽长丰生产和销售体系的广汽三菱正式开业。受彼时国内社会环境影响，原定的挂牌发布会被取消，挂牌时间延后至10月12日，其首款车型ASX劲炫亦需要延后发布。
2015年，广汽三菱完成收购三菱汽车销售（中国）有限公司，使广汽三菱拥有进口三菱汽车在中国大陆的独家代理权。2016年12月，广汽三菱再成立广汽三菱汽车销售有限公司，实现整合广汽三菱和进口三菱的销售渠道。
2018年10月，广汽三菱位于长沙的发动机工厂正式投产。
2019年，广汽三菱汽車的年销量為13.3万辆；2020年年销量為7.5万辆；2021年下降至6.6万辆；2022年下降至3.36万辆。2023年的第一季度，广汽三菱的汽車销量为3969辆，同比下跌58%。由于销量未达预期，一度有三菱退出中国的消息传出，但三菱汽车社长加藤隆夫在2023年5月否认，同时称有必要对公司进行架构改革。但在该年7月，广汽三菱还是宣布临时停产，并将进行人员结构优化。
2023年10月24日，广汽集团公布了广汽三菱的重组方案。债务清偿方面，三方股东共同向广汽三菱及其销售公司增加投入用于清偿债务。股份变更方面，广汽集团以1元对价分别受让三菱汽车、三菱商事持有的广汽三菱30%、20%股权，届时广汽三菱将成为广汽集团全资子公司；而广汽三菱旗下的广汽三菱汽车销售公司将由广汽集团与三菱汽车、三菱商事共同持股，继续为原广汽三菱车主提供备件和售后服务。生产方面，公司将停止三菱品牌车型生产，而产能将由广汽埃安接受，广汽三菱拟将部分可利用设备等出售给广汽埃安，而土地、厂房则将出租给广汽埃安。
2024年3月3日，广汽三菱汽车有限公司正式更名为湖南智享汽车管理有限公司。同年4月27日，广汽集团将湖南智享汽车100%股权转让给控股子公司广汽埃安。

## 停产前销售车型
除三菱品牌车型外，广汽三菱还曾生产传祺品牌的车型，包括基于传祺GS4的祺智PHEV和基于传祺GE3的祺智EV两款新能源车，是广汽乘用车首次向广汽集团合资企业导入车型。

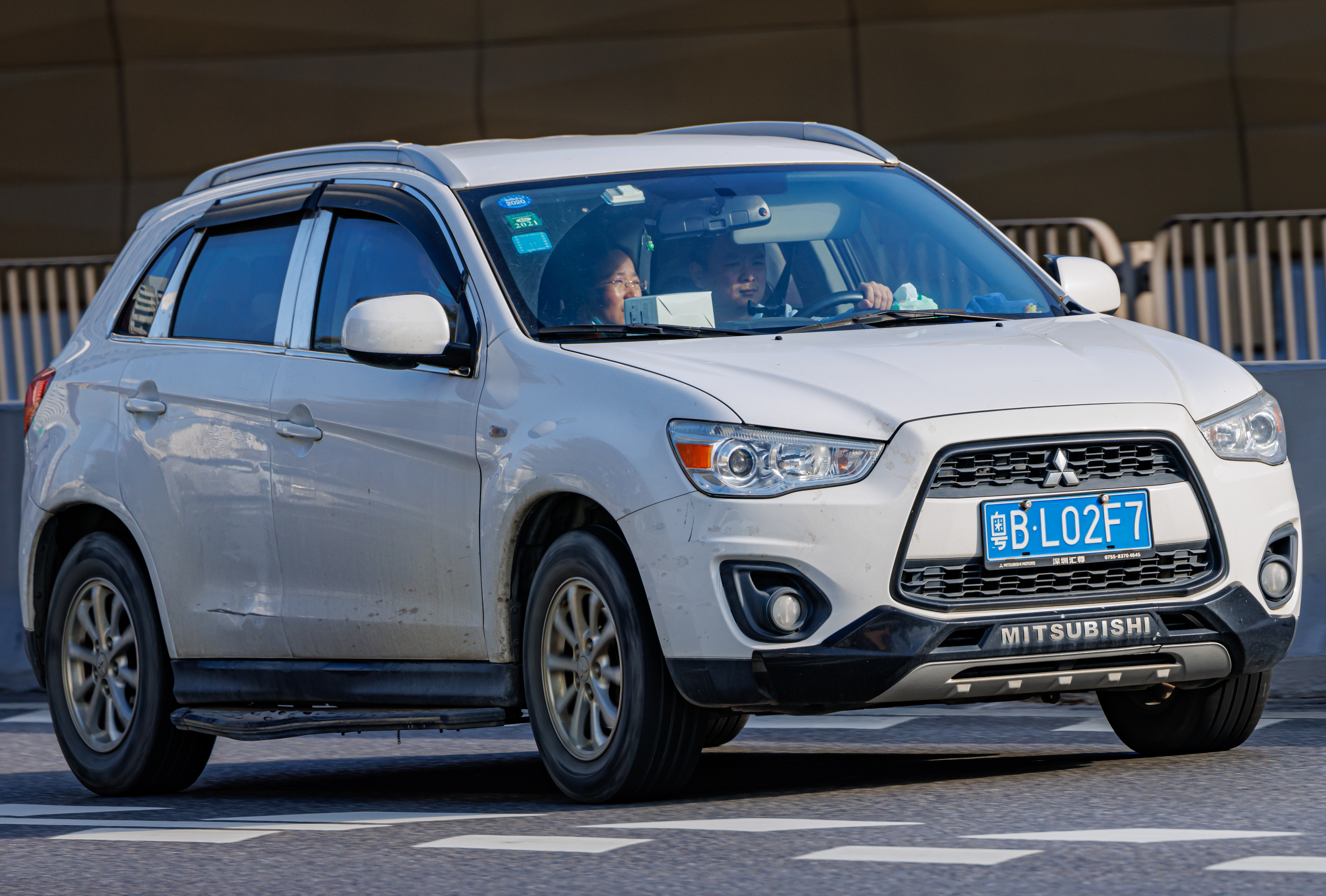
ASX劲炫
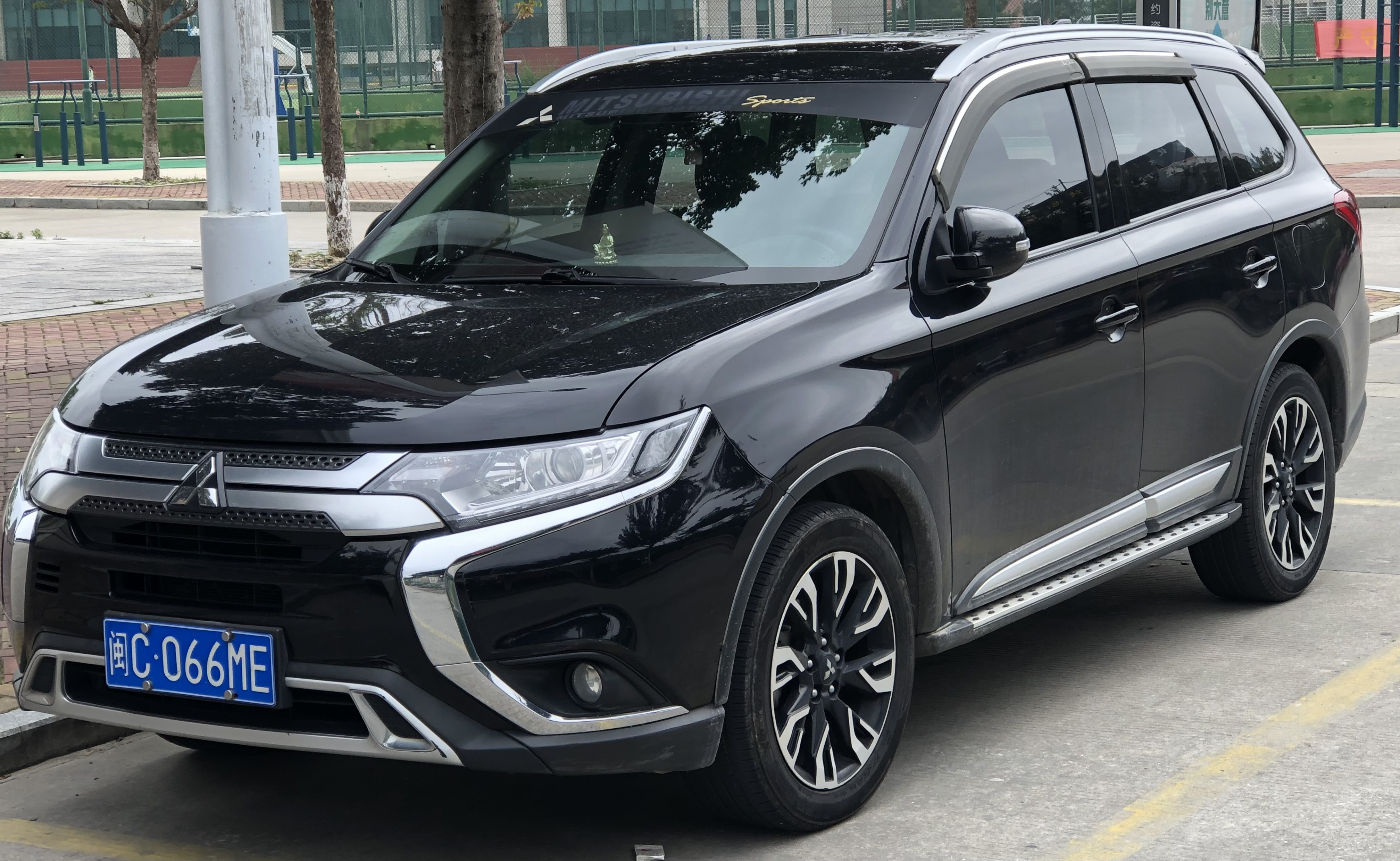
欧蓝德
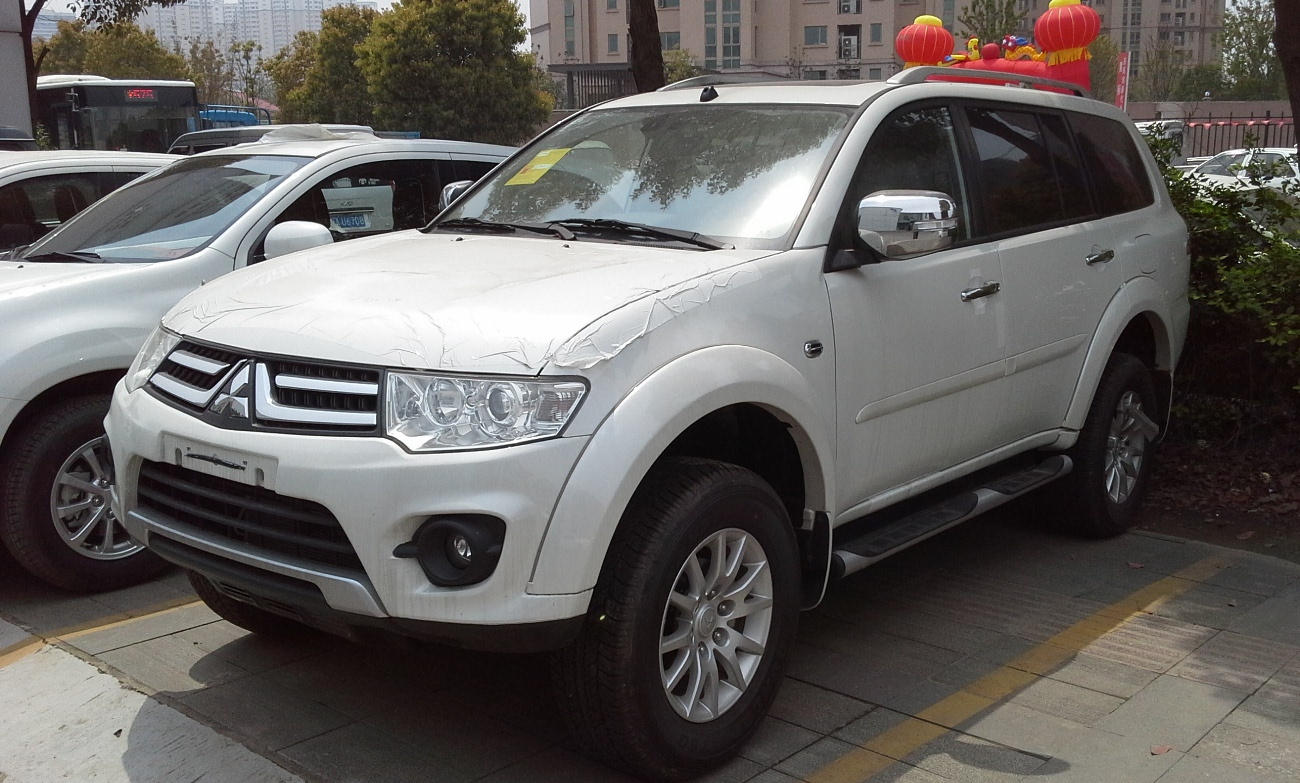
帕杰罗
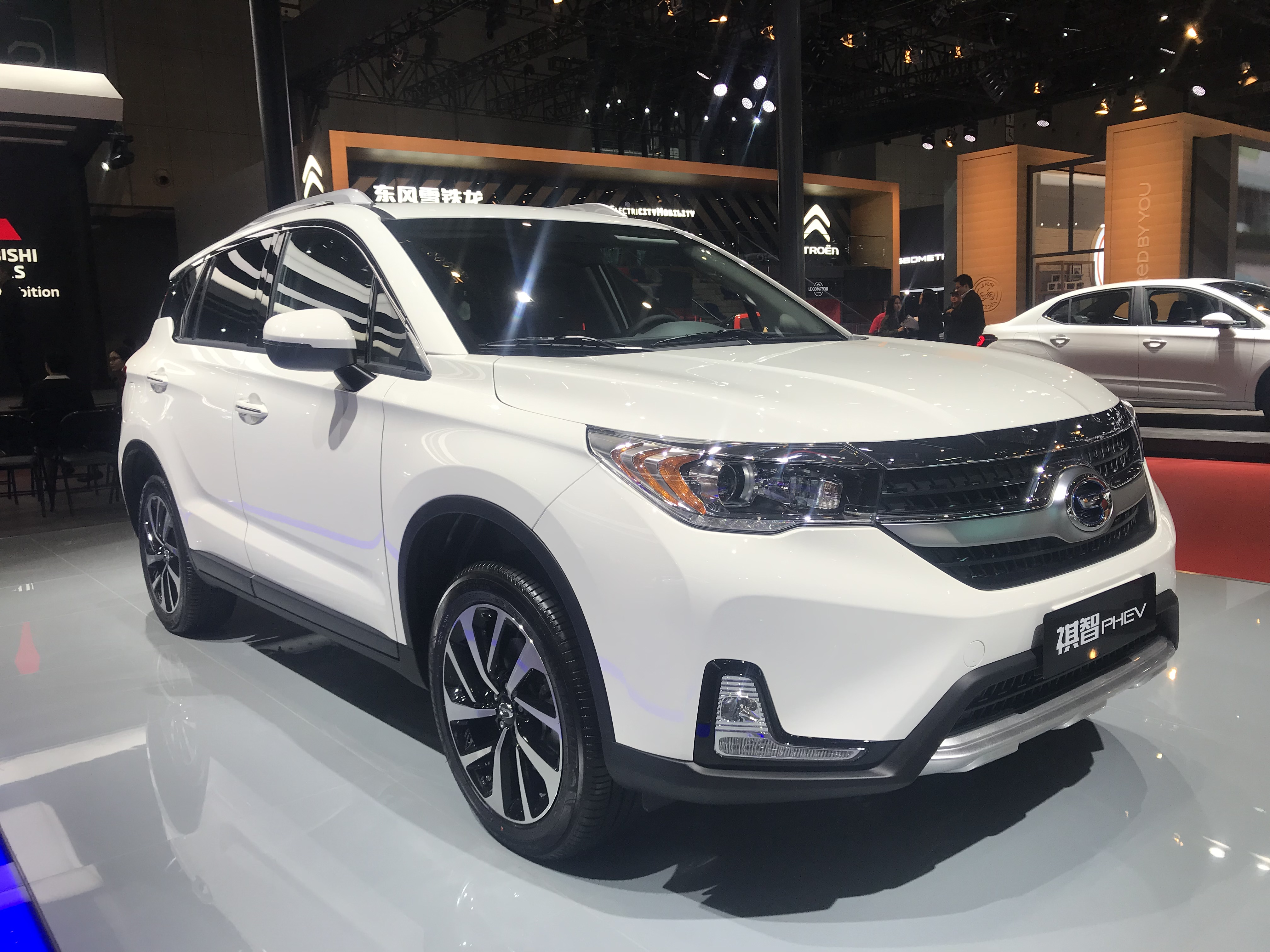
祺智PHEV